# Нинурта-кудурри-уцур I
Нинурта-кудурри-уцур I (Ninurta-kudurrī-usur II; букв. «Нинурта границы храни») — царь Вавилонии, правил приблизительно в 987 — 984 годах до н. э. Брат Эулмаш-шакин-шуми.

«Нинурта-кудурри-узур, сын Бази, правил два года.